# Hydropsyche sappho
Hydropsyche sappho là một loài Trichoptera trong họ Hydropsychidae. Chúng phân bố ở miền Cổ bắc.